# Vadstenas historia

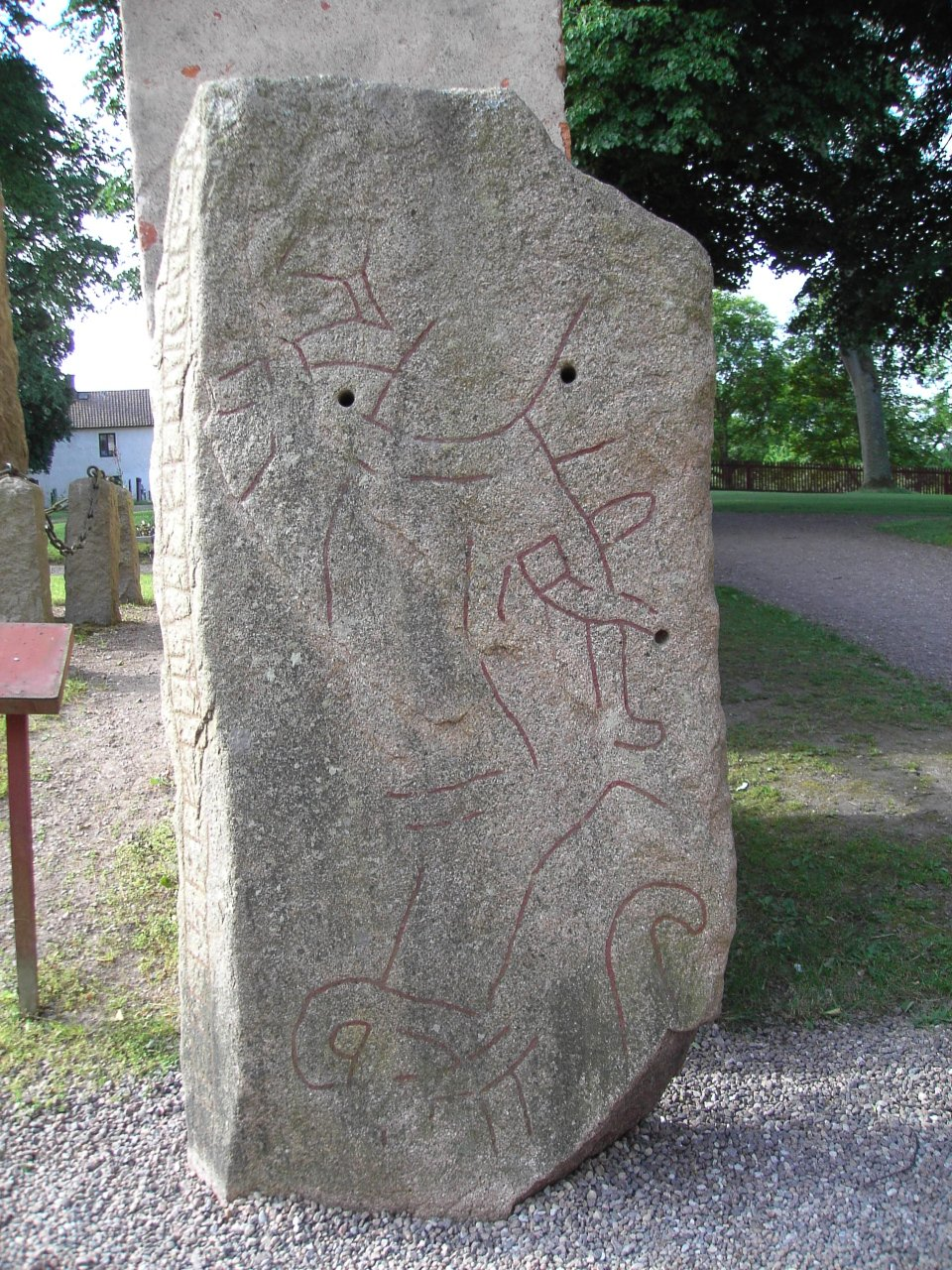
Runstenen Ög 179 är placerad utanför Vadstena klosterkyrka.

Vadstenas historia inleds redan på förkristen tid då trakten kring orten har varit befolkad sedan forntiden. 

## Den äldsta historien
Några kilometer norr om Vadstena ligger Aska härad som var ett maktcentrum under vikingatiden. Där ligger den stora Askahögen (som endast delundersökts) och i närheten har man undersökt två mycket rika vikingatida gravar. Ovanpå högen fann arkeologer 2013 ett av de största vikingatida långhusen i Sverige. Tack vare spannmålshandeln blev Vadstena senare ett administrativt och ekonomiskt maktcentrum. Vadstena var en anhalt på pilgrimsvandringen till Trondheim och där fanns en Olavskult redan på 1100- och 1200-talen.

## Medeltiden

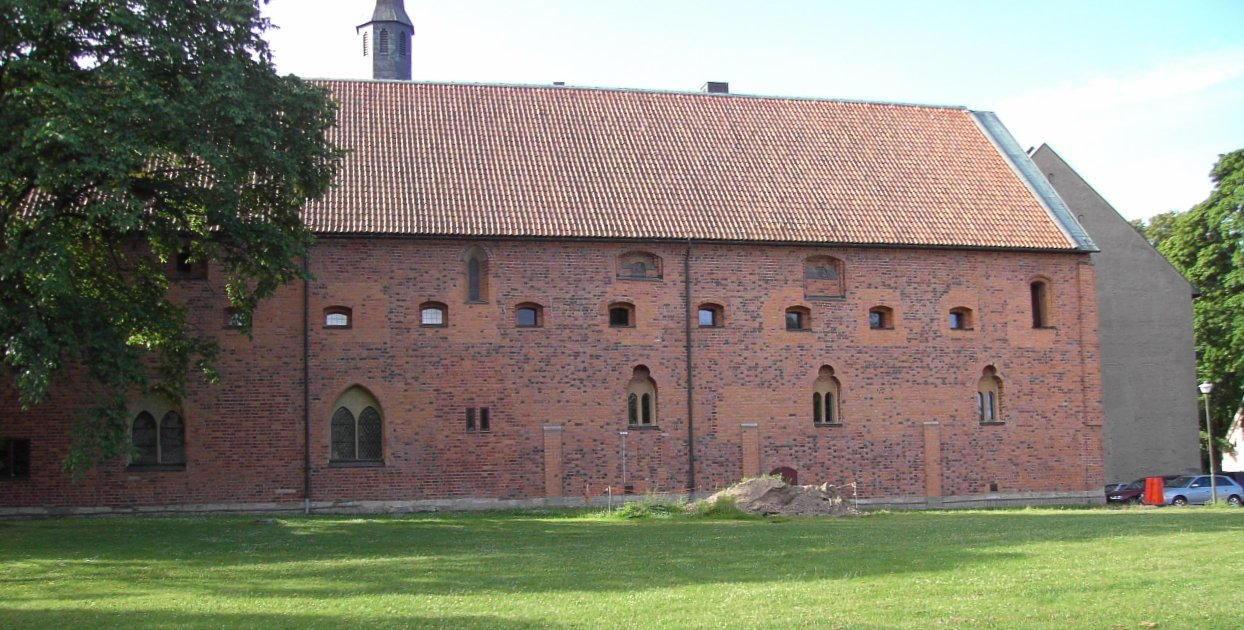
Norra fasaden på Bjälboättens palats.

Vadstena omnämns första gången 1268 i ett brev utfärdat på platsen av Birger jarls bror Elof Magnusson. Ungefär vid samma tid uppfördes en kungsgård vid Vätterns strand som under olika tider i historien haft olika benämningar och kallas idag främst Bjälboättens palats. Det lät uppföras av kung Valdemar Birgersson som tillhörde Bjälboätten, den kungaätt som fick sitt namn efter Bjälbo socken i närheten av Vadstena. Man vet att kungsgården var bebodd 1275 och att hertig Erik utfärdade brev därifrån 1306. Vid utgrävningar vid palatset har arkeologer funnit spår av ännu äldre byggnader i trä och sten samt mynt, daterade så långt tillbaka som 978 - 1016.
Den 1 maj 1346 utfärdade kung Magnus Eriksson och drottning Blanka sitt testamente i Lödöse, varvid Vadstena kungsgård, gården Bjälbo och socknen Sväm i Ödeshög skänktes till heliga Birgittas planerade klosterbygge. Birgitta hade varit kungaparets överhovmästarinna och det var i kungsgården hon fick sin uppenbarelse om ett kloster. Birgittas planer på ett kloster tog dock lång tid att sätta i verket och först den 23-24 oktober 1384 — elva år efter Birgittas död — kunde Vadstena kloster invigas.

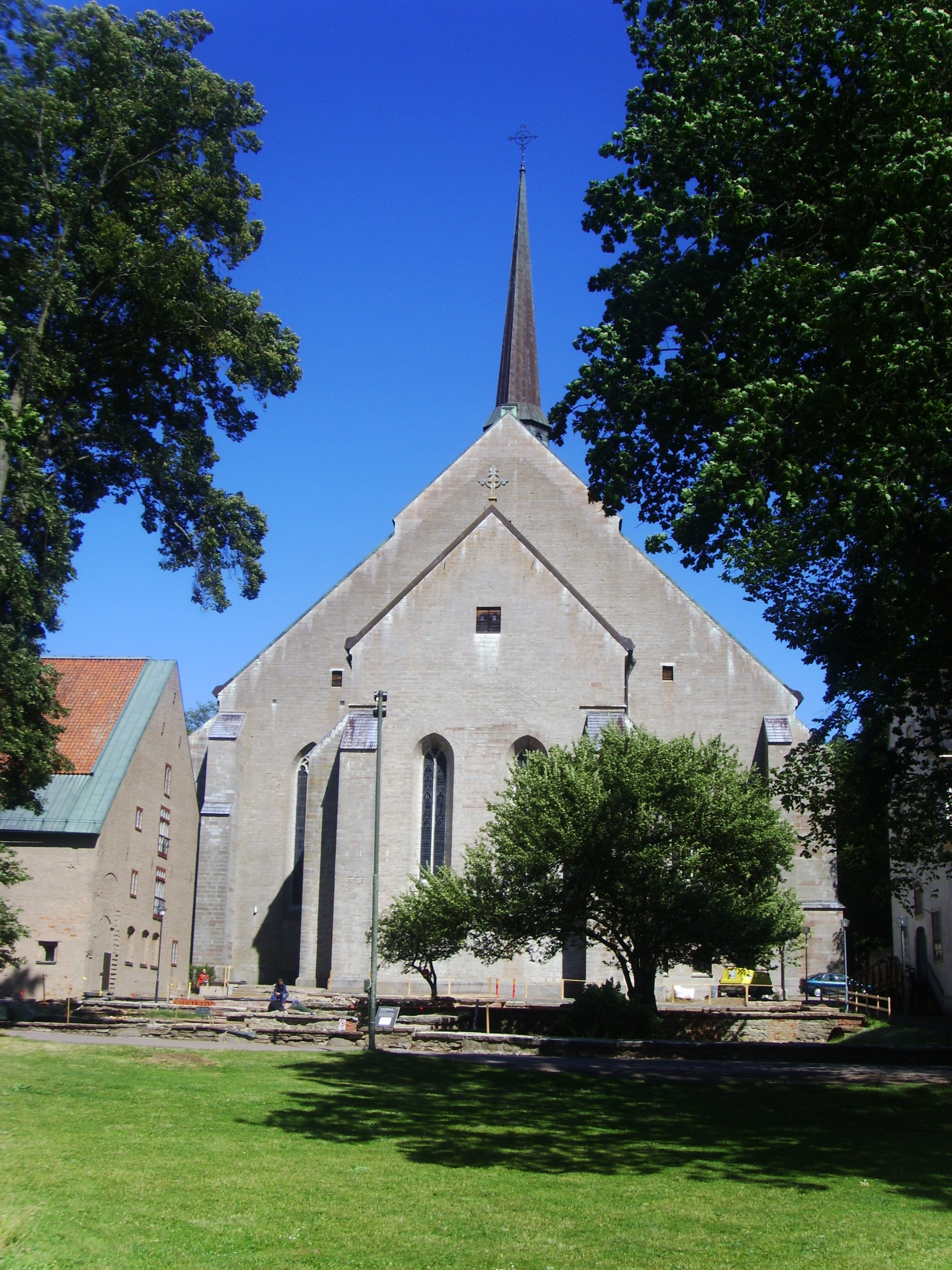
Vadstena klosterkyrka sedd från väster.

Den 8 december 1400 fick Vadstena stadsprivilegium av drottning Margareta när hon besökte platsen tillsammans med Erik av Pommern. I och med att platsen blev stad kunde handel börja bedrivas. Margareta besökte Vadstena även 1403 när hon upptogs som soror ab extra, det vill säga som syster i klostret utan att behöva avlägga klosterlöften.
Den 16 februari 1430 kunde Vadstena klosterkyrka invigas i närvaro av kung Erik av Pommern och andra höga gäster. 1400-talet innebar att klostrets betydelse växte snabbt. Omkring 1440 ägde klostret 1 000 gårdar. Karl Knutsson var mycket intresserad av Vadstena; två av hans hustrur begravdes i klosterkyrkan och hans dotter Birgitta blev nunna i klostret vid 9 års ålder.

## Renässansen

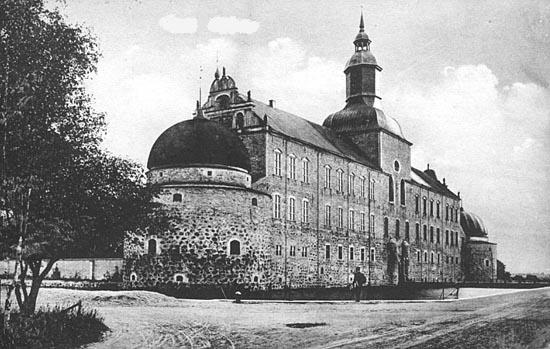
Vadstena slott fotograferat 1923.

Som en följd av Dackefejden beslöt Gustav Vasa att en befästning skulle uppföras i Vadstena. Vadstena slott uppfördes från 1545 som en fästning, men efter att Magnus Vasa blivit utsedd till hertig av Östergötland ändrades planerna och det byggdes om till bostad till honom. Hans bror Johan III utformade komplexet som ett praktfullt renässansslott med den Stora respektive Lilla rikssalen. Under det nordiska sjuårskriget belägrades slottet av Daniel Rantzau och hans danska trupper 1567-1568. Belägringen misslyckades, men trupperna orsakade stor förödelse i staden.
Gustav Vasa gick hårt fram mot klostret och drog in dess gårdar och annan egendom. Munkklostret stängde 1550, men det dröjde till 1595 efter Söderköpings riksdag när Karl IX stängde det som var kvar. Klostrets byggnader blev kronans egendom och Gustav II Adolf planerade att inrätta en akademi som skulle husera i lokalerna men de planerna fullföljdes aldrig. 1637 inrättades istället ett invalidhem, det så kallade Krigsmanshuset, i lokalerna. Där bereddes plats åt invalidiserade soldater och deras familjer. För att hjälpa till med försörjningen knypplade dessa spetsar. 1643 förlorade Vadstena sitt stadsprivilegium, eftersom statsmakten ville uppmuntra handeln i Askersund. Därmed sjönk invånarantalet i staden. Invalidhemmet upphörde först 1783.
Den 15 oktober 1656 tilldelades Karl X Gustavs änka Hedvig Eleonora Vadstena, Skänninge samt Aska, Dal, Lysing och Göstrings härader som livgeding. Hon bosatte sig inte i slottet utan norr om vallgraven i det så kallade Drottninghuset.

## Ny funktion i gamla byggnader

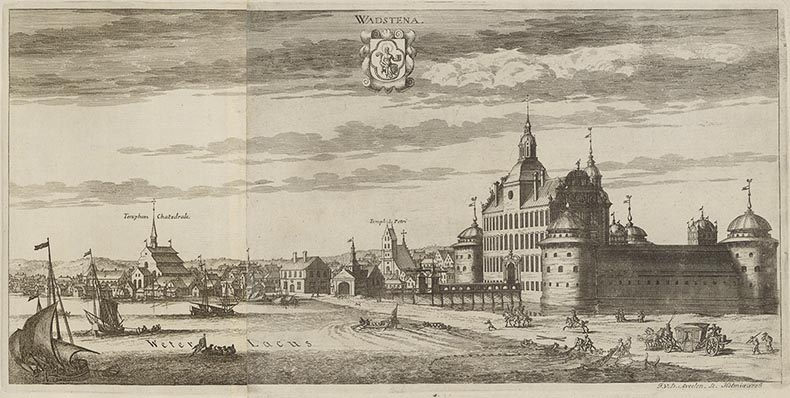
Vadstena slott år 1700 i Suecia Antiqua et Hodierna.

Den sista kungligheten som övernattade på slottet var Ulrika Eleonora den yngre 1716. Därefter lämnades slottets lokaler öde. 1753 inrättades en kammarduksfabrik i slottet. Andra delar av slottet användes som kronomagasin, bland annat för brännvin. Kammarduksfabriken blev ett linneväveri 1778 som 1816 flyttade till Udd Jönssons hus; verksamheten upphörde helt 1843. Efter att Krigsmanshuset upphört i de gamla klosterbyggnaderna började de istället användas som fängelse. 1829 flyttade Vadstena hospital in i det tidigare klostrets lokaler som började användas som sinnessjukhus. En mansavdelning, "Asylen", inrättades 1895 i det gamla sockerbruket på Slottsgatan 10. Sjukhusets avdelningar förbands med en hästdragen godsspårväg genom stadens gator (Vadstena hospitalsbana).

## 1800-talet

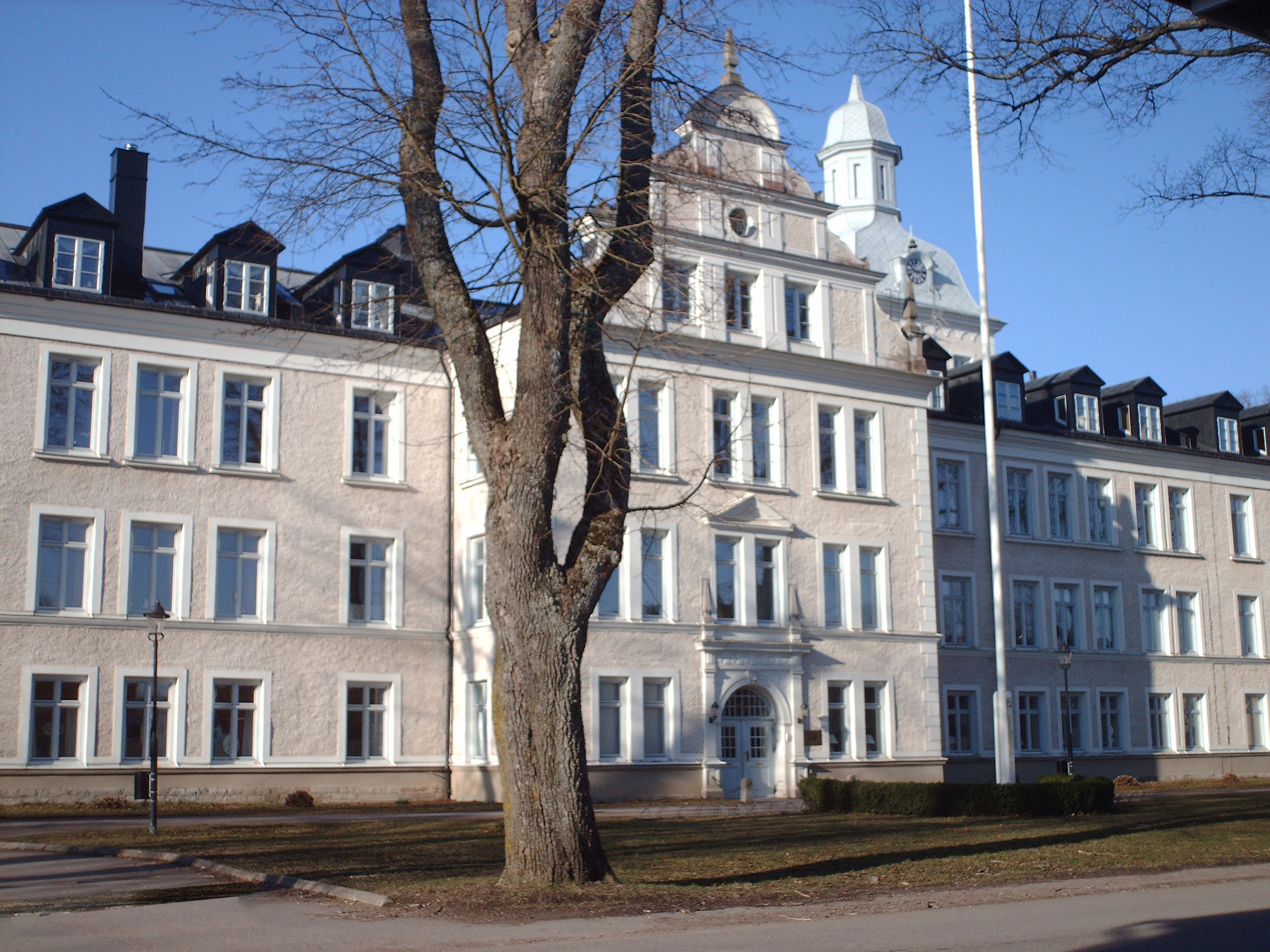
"Asylen" byggdes som mentalsjukhus och fungerar idag bl.a. som bostäder.

Under 1800-talet växte åter befolkningen i Vadstena, från 1 444 personer 1816 till 2 537 personer 1865. 1826 grundades Gamla teatern i Övre klosterträdgården av kronobränneriinspektören Olof Regnstrand. Församlingskyrkan S:t Pers kyrka från 1300-talet stod kvar till 1828 när den revs; det enda som återstår är kyrktornet, Rödtornet. När östgötadelen av Göta kanal stod klar 1832 satsade man på en ordentlig hamn i Vadstena. Den stod klar 1853 och för att få byggnadsmaterial till hamnpirarna använde man de stora jordvallarna kring slottet. När järnvägen mellan Mjölby och Hallsberg beslutades 1871 ville stadsfullmäktige att en anknytning skulle dras till Vadstena och 1874 stod Wadstena Fogelsta Järnväg klar.
Vadstena Enskilda Bank hade inrättats 1856 med rätt att ge ut egna sedlar. Bankdirektör Johan August Holmberg satt i styrelsen för ett sockerbruk i staden och när bruket började gå dåligt försökte Holmberg hjälpa till genom att trycka upp sedlar utan täckning. Sockerbruket gick ändå i konkurs och Holmbergs roll avslöjades och han dömdes till sex års straffarbete. Konkursen innebar att flera av stadens rikaste borgare också gick i konkurs, däribland borgmästaren.

## 1900-talet

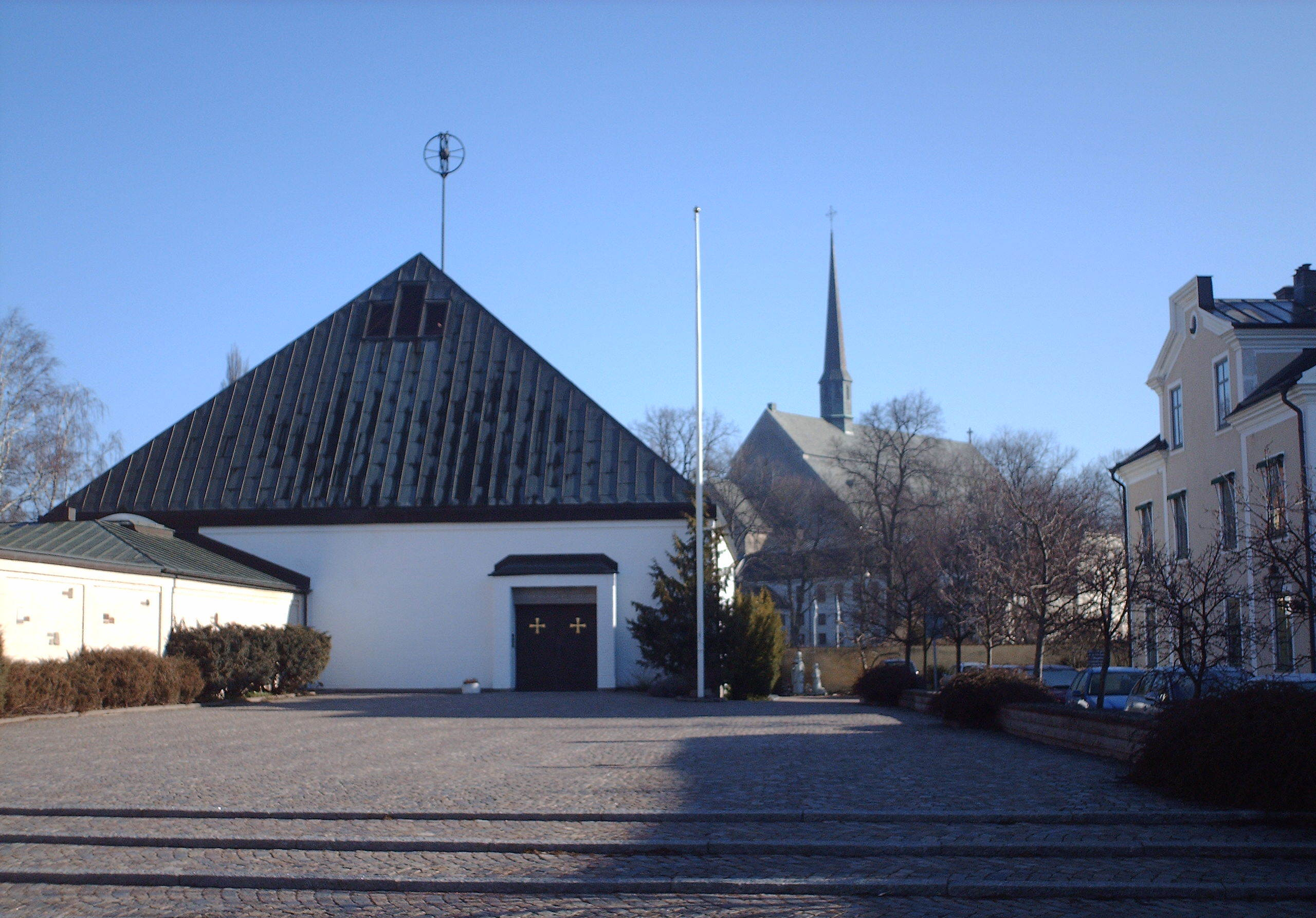
Den nya klosterkyrkan vid det nya klostret. I bakgrunden den gamla klosterkykran, nu protestantisk församlingskyrka.

1904 fick Vadstena elektriskt ljus från Motala ströms kraft AB. 1909 kunde hospitalet flytta in i nya lokaler vid Motalagatan. Lokalerna byggdes om och byggdes ut i flera omgångar och det bytte namn till Birgittas sjukhus. 1952 blev hospitalet lasarett. Det landstingsägda sjukhuset stängdes i april 1970 efter att Motala lasarett öppnats, men har använts sedan dess som vårdcentral och ett mindre rättspsyk. Även 1900-talet innebar en stark befolkningstillväxt; från 2 548 personer 1910 till 5 553 personer 1973.
1920 fick Birgittastiftelsen dispositionsrätt över klosterområdet, förutom klosterkyrkan som disponeras av Vadstena församling. 1935 köpte Den helige Frälsarens orden under ledning av Elisabeth Hesselblad Strandgården där än idag  ett gästhem är i drift. 1963 öppnades där även ett kloster, och då av den gamla ordningen under Maria Refugie, Uden, Nederländerna. 1973 byggdes den nya klosterkyrkan och ett kloster. 1991 blev det självständigt Abbedi med namnet Pax Mariæ.
Den 1 november 1958 upphörde järnvägstrafiken till Ödeshög och 29 september 1963 upphörde persontrafiken på järnväg till Linköping.
1945 inrättades Vadstena folkhögskola i det tidigare munkklostret och 1962 kunde folkhögskolan flytta in i lokaler norr om klosterområdet, bland annat i det gamla vattentornet.

### Fotnoter
1. ↑  Lantz (2003), s. 89
2. ↑  Sträng (1973), s. 5-9; Lantz (2003), s. 89
3. ↑  Sträng (1973), s. 9-10
4. ↑  Sträng (1973), s. 12-14
5. ↑  Sträng (1973), s. 14-16
6. ↑  Sträng (1973), s. 21
7. ↑  Sträng (1973), s. 23-28
8. ↑  Sträng (1973), s. 25
9. ↑  Sträng (1973), s. 28-32
10. ↑  Eriksson, Lars; Gylleberg, Bo, "Hästspårvägen i Vadstena" i:  Meddelanden från SJK-småbaneavdelning. Solna: Småbaneavdelningen, Svenska järnvägsklubben (SJK). 1975-2002. Libris 567062 3/1988, s. 4-6. Fulltext[död länk]
11. ↑  Sträng (1973), s. 34-36, s. 54
12. ↑  Sträng (1973), s. 34-37
13. ↑  Sträng (1973), s. 38-40, s. 43
14. ↑  Sträng (1973), s. 41-42
15. ↑  Sträng (1973), s. 47
16. ↑  Sträng (1973), s. 45